# Bezouce
Bezouce település Franciaországban, Gard megyében. Lakosainak száma 2341 fő (2022. január 1.). Bezouce Cabrières, Lédenon, Marguerittes, Meynes, Redessan és Saint-Gervasy községekkel határos.

## Népesség
A település népességének változása:
| Lakosok száma | 681  | 1280 | 1625 | 2070 | 2204 | 2265 | 2299 | 2304 | 2315 | 2341 |
|               | 1968 | 1982 | 1990 | 2006 | 2013 | 2015 | 2017 | 2019 | 2020 | 2022 |